# Zicrona
Zicrona (лат.) — род полужесткокрылых (подотряда клопов) из семейства настоящих щитников подсемейства Asopinae. Его описали Шарль Жан-Батист Амио и Жан Гийом Одне-Сервиль. Амиот и Сервиль написали, что название рода происходит от еврейского слова זכרון (zicron), означающего «пахучий».

## Виды
По состоянию на 2017 год признаны следующие четыре вида:
- Zicrona americana Thomas, 1992
- Zicrona caerulea (Linnaeus, 1758)
- Zicrona hisarensis Chopra & Sucheta, 1984
- Zicrona murreensis Rana & Ahmad, 1988